# Lesaka
Lesaka település Spanyolországban, Navarra autonóm közösségben. Lesaka Irun, Oiartzun, Goizueta, Arantza, Igantzi, Etxalar és Bera községekkel határos. Lakosainak száma 2716 fő (2024).

## Népesség
A település népessége az elmúlt években az alábbi módon változott:
| Lakosok száma | 2666 | 2663 | 2770 | 2808 | 2807 | 2742 | 2737 | 2741 | 2752 | 2716 |
|               | 2001 | 2004 | 2007 | 2009 | 2012 | 2014 | 2017 | 2019 | 2022 | 2024 |